# GrapheneOS
GrapheneOS is een opensource-, privacy- en beveiligingsgericht Android-besturingssysteem dat draait op specifieke Google Pixel-apparaten, waaronder smartphones, tablets en foldables.

## Geschiedenis
De hoofdontwikkelaar, Daniel Micay, werkte oorspronkelijk aan CopperheadOS, totdat een schisma over softwarelicenties tussen de medeoprichters van Copperhead Limited leidde tot Micays ontslag bij het bedrijf in 2018. Na het incident bleef Micay werken aan het Android Hardening-project, dat werd omgedoopt tot GrapheneOS en het werd aangekondigd in april 2019.
In maart 2022 werden twee GrapheneOS-apps, "Secure Camera" en "Secure PDF Viewer", uitgebracht in de Google Play Store.
Eveneens in maart 2022 bracht GrapheneOS naar verluidt Android 12L uit voor Google Pixel-apparaten voordat Google dat deed, als tweede voor ProtonAOSP.
In mei 2023 kondigde Micay aan dat hij zou terugtreden als hoofdontwikkelaar van GrapheneOS en als directeur van de GrapheneOS Foundation. Vanaf september 2024 vermeldt de Federal Corporation Information van de GrapheneOS Foundation Micay als een van de directeuren.

## Functies

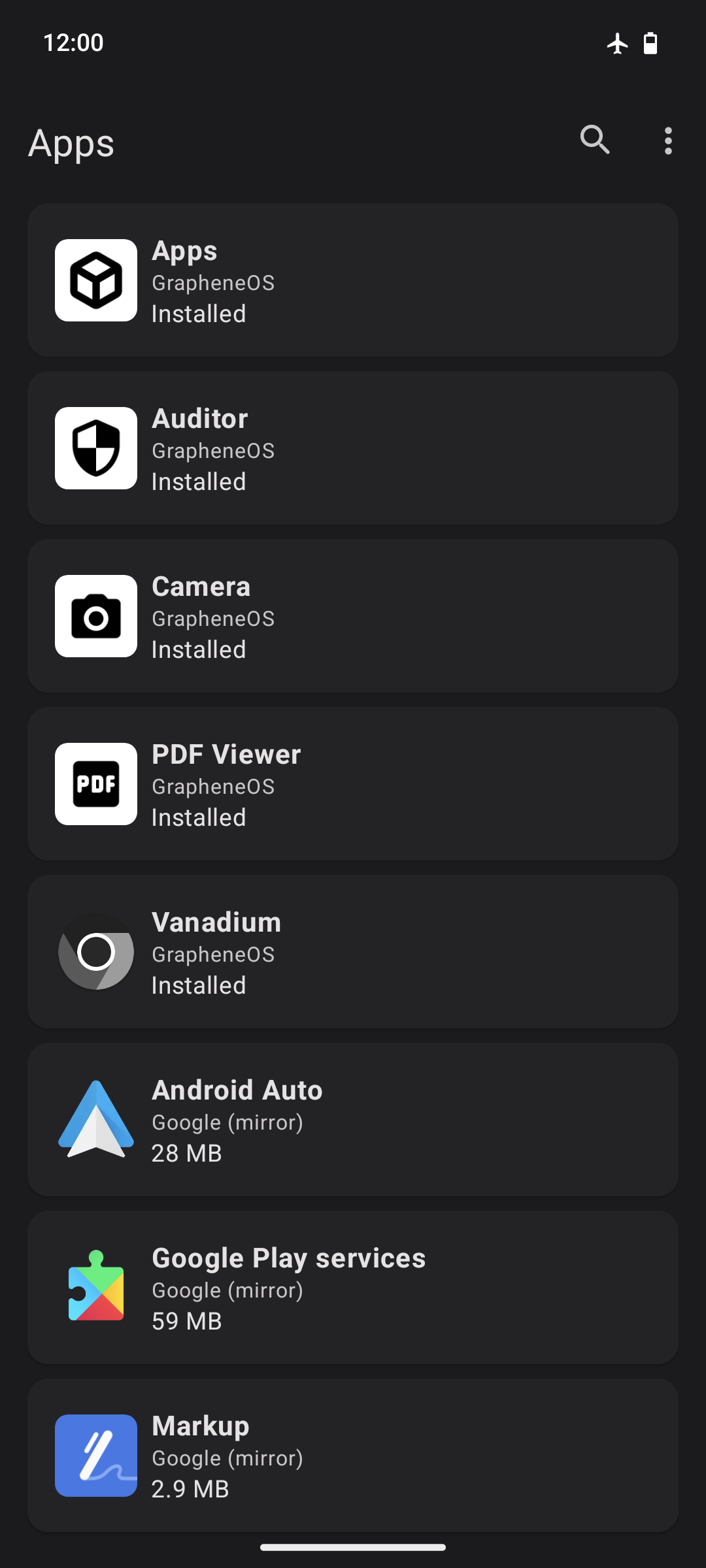
Standaard "App Store" van GrapheneOS

### Sandboxed Google Play
Sinds maart 2022 ondersteunt GrapheneOS officieel alleen Google Pixel-apparaten. Standaard worden er geen Google-apps geïnstalleerd op GrapheneOS, maar gebruikers kunnen een sandboxed versie van Google Services installeren vanuit de voorgeïnstalleerde 'Apps'-app. De sandboxed Google Play Services geeft toegang tot de Google Play Store en apps die daarvan afhankelijk zijn, samen met functies zoals pushmeldingen en in-appbetalingen.
Rond januari 2024 werd ondersteuning voor Android Auto toegevoegd aan GrapheneOS, waardoor gebruikers het konden installeren via de App Store. De Sandboxed Google Play-compatibiliteitslaaginstellingen voegt een nieuw toestemmingsmenu toe met 4 knoppen voor het verlenen van de minimaal vereiste toegang voor bekabelde Android Auto, draadloze Android Auto, audioroutering en telefoongesprekken.

### Beveiligings- en privacyfuncties
GrapheneOS introduceert herroepbare netwerktoegang en toestemmingsschakelaars voor sensoren voor elke geïnstalleerde app. Bovendien biedt het een optie om pincodes voor het vergrendelscherm te scramblen.
GrapheneOS genereert ook standaard een willekeurig MAC-adres per verbinding met een wifi-netwerk, in plaats van de standaardinstelling van Android per netwerk.
GrapheneOS bevat een automatische reboot van de telefoon wanneer deze niet wordt gebruikt, automatische uitschakeling van wifi en bluetooth en het uitschakeling op systeemniveau van de USB-C-poort, microfoon, camera en sensoren voor apps. Daarnaast biedt het de functie "Contact Scopes", waarmee gebruikers kunnen selecteren tot welke contacten een app toegang heeft.
GrapheneOS ontwikkelde ook een op Chromium gebaseerde webbrowser en WebView-implementatie, bekend als Vanadium.
Auditor, een hardware-gebaseerde verificatie-app, ontwikkeld door GrapheneOS, die "sterke hardware-gebaseerde verificatie van de authenticiteit en integriteit van de firmware/software op het apparaat biedt", is ook inbegrepen.
Apps zoals Secure Camera en Secure PDF Viewer bieden geavanceerde privacyfuncties zoals het automatisch verwijderen van Exif-metadata en bescherming tegen kwaadaardige code in pdf-bestanden.

## Trivia
- In januari 2023 kondigde een Zwitserse start-up, Apostrofy AG, AphyOS aan, een Android-besturingssysteem en Abdroid-diensten "gebouwd bovenop" GrapheneOS waarop men zich tegen betaling kan abonneren.[20]